# 모모야마 미라이
모모야마 미라이는 일본의 애니메이션 키랏토 프리☆챤의 등장인물이다.애니메이션성우는 장예나있다